# 나는 취준생이다
《나는 취준생이다》는 대한민국의 웹드라마이다.

## 등장 인물
- 한은성 : 나영규 역
- 이미주 : 나영희 역
- 조형기 : 나형규 역
- 박미선 : 오미선 역
- 김윤배
- 이영훈
- 정윤민